# Al-Sayed Hamdi
Al-Sayed Hamdy est un footballeur international égyptien né le 1er mars 1984 à Fayoum.

## Palmarès

### En club
- Al Ahly
  - Championnat d'Égypte
    - Finaliste : 2012.

  - Ligue des Champions de la CAF
    - Vainqueur : 2012.

  - Supercoupe de la CAF
    - Vainqueur : 2013.

### En équipe nationale
- Égypte 
  - Coupe d'Afrique des nations
    - Vainqueur : 2010.

## Statistiques
| Saison                | Club                   | Championnat           | Championnat | Championnat | Coupe(s) nationale(s) | Coupe(s) nationale(s) | Compétition(s) continentale(s) | Compétition(s) continentale(s) | Compétition(s) continentale(s) | Coupe du monde des clubs de la FIFA | Coupe du monde des clubs de la FIFA | Égypte | Égypte | Total | Total |
| Saison                | Club                   | Division              | M.          | B.          | M.                    | B.                    | Comp.                          | M.                             | B.                             | M.                                  | B.                                  | M.     | B.     | M.    | B.    |
| 2006-2007             | Tanta FC               | 1                     | 2           | 1           | -                     | -                     | -                              | -                              | -                              | -                                   | -                                   | -      | -      | 2     | 1     |
| 2007-2008             | Tanta FC               | 2                     | -           | -           | -                     | -                     | -                              | -                              | -                              | -                                   | -                                   | -      | -      | 0     | 0     |
| 2008-2009             | Petrojet Football Club | 1                     | 30          | 4           | 3                     | 5                     | -                              | -                              | -                              | -                                   | -                                   | -      | -      | 33    | 9     |
| 2009-2010             | Petrojet Football Club | 1                     | 23          | 7           | 3                     | 0                     | CC                             | 5                              | 2                              | -                                   | -                                   | 3      | 0      | 34    | 9     |
| 2010-2011             | Petrojet Football Club | 1                     | 27          | 4           | 1                     | 1                     | -                              | -                              | -                              | -                                   | -                                   | 6      | 6      | 34    | 11    |
| 2011-2012             | Al Ahly SC             | 1                     | 7           | 0           | -                     | -                     | C1                             | 5                              | 2                              | -                                   | -                                   | -      | -      | 12    | 2     |
| 2012-2013             | Al Ahly SC             | 1                     | -           | -           | -                     | -                     | -                              | -                              | -                              | 3                                   | 1                                   | -      | -      | 3     | 1     |
| Total sur la carrière | Total sur la carrière  | Total sur la carrière | 89          | 16          | 7                     | 6                     | -                              | 10                             | 4                              | 3                                   | 1                                   | 9      | 6      | 118   | 33    |

## Note et référence
1. ↑  (en) « Fiche de Al-Sayed Hamdi », sur national-football-teams.com
2. ↑  « Fiche d’Al-Sayed Hamdi », sur footballdatabase.eu